# Rivière Toco
Pour les articles homonymes, voir Toco.
La rivière Toco est un affluent de la rive nord-ouest de la rivière Takwa (versant de la rivière Rupert via le lac Mistassini), coulant dans la municipalité de Eeyou Istchee Baie-James, dans la région administrative du Nord-du-Québec, au Québec, au Canada.
La partie supérieure de ce
cours d'eau coule dans la réserve de Mistassini. Cette rivière coule au sud-est des Monts Tichégami. La partie inférieure de la rivière coule à l'est des monts Warwick-Steeves, Neale et du Tait qui sont enlignés dans le sens nord-sud.
La vallée de la rivière Toco est desservie indirectement par la route 167 (sens nord-sud) venant de Chibougamau qui emprunte la partie supérieure de la vallée de la rivière Takwa pour remonter vers le nord.
La surface de la rivière Toco est habituellement gelée de la fin octobre au début mai, toutefois la circulation sécuritaire sur la glace se fait généralement de la mi-novembre à la fin d'avril.

## Géographie
Les bassins versants voisins de la rivière Toco sont :
- côté nord : rivière Tichégami ;
- côté est : rivière Takwa, rivière Témis, lac Marcil, lac Ouellet, lac Samuel, rivière Témiscamie ;
- côté sud : lac de la Tillite, rivière Takwa, lac Roxane, rivière Témiscamie, lac Béthoulat, lac Mistassini, lac Albanel. Note : Les péninsules Ouachimiscau et du Dauphin sont situées au sud dans la partie nord-est du lac Mistassini ;
- côté ouest : lac Léonard, lac du Magyar, lac Brideaux, rivière Chéno, rivière Pépeshquasati, rivière Neilson (rivière Pépeshquasati), ruisseau Holton (rivière Pépeshquasati).

La rivière Toco prend sa source d'un lac sauvage (longueur : 1,9 km ; altitude : 771 m) situé dans la réserve de Mistassini, près de la limite de la région administrative du Saguenay–Lac-Saint-Jean. Ce lac de tête fait partie dans un ensemble de lacs à la limite de la ligne de partage des eaux, drainé aussi par la rivière Tichégami (côté Nord), rivière Toco (côté Sud) rivière Pépeshquasati (côté Ouest), la rivière Toco (côté Sud), rivière Témis (côté Sud-Est) et la rivière Témiscamie (côté Est).
La source de la rivière Toco est situé à :
- 1,7 m à l'ouest de la route 167 ;
- 13,7 km au nord-est de la limite de la réserve de Mistassini ;
- 10,3 km à l'ouest du cours de la rivière Témis ;
- 36,7 km au nord de l'embouchure de la rivière Toco (confluence avec la rivière Takwa) ;
- 69 km au nord de l'embouchure de la rivière Takwa (confluence avec le lac Mistassini) ;
- 132 km au nord-est de l'embouchure du lac Mistassini (tête de la rivière Rupert) ;
- 197,6 km au nord-est du centre du village de Mistissini (municipalité de village cri).

À partir du lac de tête (lac non identifié), le courant de la rivière Toco coule sur environ 55 km généralement vers le Sud, dans le secteur au nord-est du lac Mistassini, entièrement en zone forestière, selon les segments suivants :
- 2,8 km vers le sud-ouest en contournant une presqu'île orientée vers le nord-ouest dans sa traversée lac Hippocampe (longueur : 3,1 km ; altitude : 759 m), jusqu'à son embouchure ;
- 13,0 km vers le sud-ouest, en traversant plusieurs lacs, jusqu'à l'embouchure du dernier ;
- 7,6 km vers le sud en formant une courbe vers l'ouest, jusqu'à une décharge (venant du nord-ouest) de lacs non identifiés ;
- 7,8 km vers le sud en formant un crochet vers l'ouest, jusqu'à la décharge (venant du nord) de lacs non identifiés ;
- 1,9 km vers le sud en traversant des rapides en six paliers, jusqu'à la décharge (venant de l'Est) de lacs non identifiés ;
- 1,9 km vers le sud-ouest en traversant deux zones de rapides, jusqu'à la décharge (venant de l'ouest) de lacs non identifiés ;
- 8,2 km vers le sud-ouest jusqu'à la décharge (venant du nord-ouest) du lac Léotard ;
- 10,7 km vers le sud jusqu'à l'embouchure de la rivière[2].

L'embouchure de la rivière Toco (confluence avec la rivière Takwa) est située à :
- 18,9 km au nord-est de l'embouchure de la rivière Takwa (confluence avec le lac Mistassini) ;
- 87,1 km au nord-est de l'embouchure du lac Mistassini (entrée de la baie Radisson et début de la rivière Rupert) ;
- 146,5 km au nord-est du centre du village de Mistissini (municipalité de village cri) ;
- 213,6 km au nord du centre-ville de Chibougamau ;
- 187 km au nord-est de l'embouchure du lac Mesgouez lequel est traversé par la rivière Rupert ;
- 430 km au nord-est de la confluence de la rivière Rupert et de la baie de Rupert[2].

La rivière Toco se déverse sur la rive nord-ouest de la rivière Takwa. De là le courant coule vers le sud-ouest sur 49,0 km en suivant le cours de la rivière Takwa jusqu'à son embouchure. Cette dernière se déverse au fond d'une baie de la rive nord-est du lac Mistassini, face à la Pointe Normandin et à l'Île Sainte-Marie ; cette baie est bordée au sud-est par la péninsule du Dauphin et au nord-ouest par la péninsule Ouachumiscau. À partir de l'embouchure de la rivière Toco, le courant traverse le lac Mistassini sur 78,1 km vers le sud-ouest, notamment en contournant la péninsule Ouachimiscau et en traversant la chaine d'îles enlignée vers le sud-ouest dans le sens du lac. Puis le courant emprunte le cours de la rivière Rupert laquelle fait d'abord une boucle vers le nord, puis coule généralement vers l'ouest jusqu'à la baie de Rupert.

## Toponymie
Le toponyme « rivière Toco » a été officialisé le 5 décembre 1968 à la Banque des noms de lieux de la Commission de toponymie du Québec, soit à la création de cette commission.